# Elefthería í thánatos
Elefthería í thánatos (en grec : Ελευθερία ή θάνατος, « La liberté ou la mort ») est la devise nationale de la Grèce, du New Hampshire mais aussi de Chypre, bien que la constitution chypriote ne le mentionne pas.

Le drapeau de la Grèce dont les neuf bandes horizontales seraient le rappel des neuf syllabes qui constituent la devise grecque Ελευθερία ή θάνατος

Cette devise est utilisée par les rebelles lors de la révolution grecque de 1821-1829 contre l'Empire ottoman. Plus tard, elle est également mentionnée pendant la révolte crétoise de 1866-1869.
L'utilisation de la devise revient plus tard, au cours de la lutte pour l'indépendance de Chypre de l'Empire britannique.
L'emploi de la devise par l'État grec arrive très tard. De nos jours, selon la croyance populaire, les neuf syllabes de la devise sont associées au drapeau de la Grèce : les cinq syllabes du mot é-lef-té-rí-a (en français : liberté) symboliseraient les cinq bandes bleues tandis que í- thá-na-tos (en français : ou la mort) représenteraient les quatre bandes blanches,.
La devise symbolise la détermination des Grecs à lutter constamment contre la tyrannie et l'oppression. Cette devise est également utilisée en Uruguay (en espagnol : Libertad o muerte) et en Macédoine du Nord (en macédonien : Слобода или смрт, Sloboda ili smrt).

Drapeau de Spetses lors de la guerre d'indépendance.
Drapeau de Psara lors de la guerre d'indépendance.
L'emblème de Filikí Etería. Il comporte les lettres "ΗΕΑ" et "ΗΘΣ" qui correspondent aux mots : "Ή ΕλευθερίΑ" et "Ή ΘάνατοΣ" (La liberté ou la mort).
Drapeau d'Athanásios Diákos.
Drapeau officiel du gouvernement de Samos durant la première année de la révolution de 1821
Drapeau hissé au monastère d'Arkadi pendant la révolution crétoise de 1866 avec les initiales pour : Crète, Énosis, la liberté ou la mort

## Source
- (el) Cet article est partiellement ou en totalité issu de l’article de Wikipédia en grec moderne intitulé « Ελευθερία ή θάνατος » (voir la liste des auteurs).